# Edward Budny
Edward Budny (ur. 24 maja 1937 w Kozach koło Bielska-Białej) – polski biegacz narciarski i trener.
Wychowawca najlepszych biegaczy w historii polskiego narciarstwa (Józef Łuszczek, Jan Staszel), olimpijczyk z Innsbrucku (1964).

## Życiorys
Syn Jakuba i Marii Górna, absolwent Liceum dla Pracujących w Zakopanem (1970) i Studium Trenerskiego przy krakowskiej AWF.
Narciarz – biegacz (175 cm, 68 kg), reprezentant Kolejarza Bielsko-Biała (do 1957) i WKS Zakopane (1957-1970), podopieczny trenerów: Bolesława Kruczka (klub), Tadeusza Kaczmarczyka i Tadeusza Kwapienia (kadra). 5-krotny  mistrz Polski  na 15 km (1963, 1970), 30 km (1967) i 4 × 10 km (1967, 1969). 14-krotny wicemistrz kraju: na 15 km (1964, 1967-68), 30 km (1964, 1968, 1970), 50 km (1969) i 4 × 10 km (1960-61, 1963-66, 1968). Uczestnik MŚ: 1962 Zakopane: 22 m. (15 km), 1966 Oslo: 32 m. (30 km), 7 m. (4 × 10 km), 1970 Szczyrbskie Jezioro: 55 m. (15 km), nu. (30 km). 2-krotny  medalista III Mistrzostw Armii  Zaprzyjaźnionych 1967 Oberhof (2 m. – 30 km, 1 m. – 4 × 10 km – partnerzy: Wawrzyniec Gąsienica, Bronisław Gut, Józef Rysula).
Do historii polskiego sportu wszedł przede wszystkim jako szkoleniowiec, trener kadry narodowej biegaczy narciarskich (1973-1982), wychowawca m.in. dwóch medalistów MŚ: złotego – Józefa Łuszczka (Lahti, 1978, 15 km) i brązowego – Jana Staszela (Falun, 1974, 30 km). Wydaje się, że był pierwszym w polskim narciarstwie, który zrozumiał i wprowadził zasady nowoczesnego treningu i prawidłowego odżywiania się zawodników (owocowe mikstury dla podopiecznych męża w kadrze przygotowywała małżonka trenera, znakomita zawodniczka i trenerka Weronika Stempak-Budny).
Mistrz Sportu. Trener Roku (1978) w plebiscycie czytelników Przeglądu Sportowego. Działacz Tatrzańskiego Okręgu Związku Narciarskiego. Żonaty (z W. Stempak od 23 czerwca 1962) ma dwoje dzieci: córkę Danutę (1963) i syna Tomasza (1976). Mieszka na Antałówce.